# اووتست

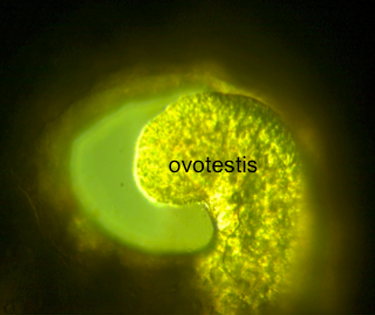
عکس اووتستیس Biomphalaria glabrata. ناحیه اطراف اووتستیس، هپاتوپانکراس است. (بزرگ‌نمایی ۱۰×)"

اووتست یا اووتستیس (انگلیسی: Ovotestis) یک غده جنسی با هر دو جنبهٔ تخمدانی و بیضه‌ای است. نام این غده از ترکیب دو واژهٔ Ovary به معنای تخمدان و Testicle به معنای بیضه گرفته شده است. در انسان، اووتست‌ها حاصل یک ناهنجاری آناتومیک در دیسوژنزی گنادی هستند. افرادی که با اووتست متولد می‌شوند بر خلاف هرمافرودیتیسم کاذب (Pseudohermaphroditism), به طور کامل دارای اندام‌های جنسی مردانه و زنانه‌اند.
در بی مهرگانی مانند شکم پایان که طبیعتاً نرموک هستند، اووتست یک ویژگی تناسلی است.